# Panzer Dragoon Orta
Panzer Dragoon Orta är ett TV-spel av typen Shoot 'em up som är utvecklat av Smilebit och publicerat av Sega för Xbox år 2002. Titeln är det fjärde i Panzer Dragoon-serien. De tre föregående spelen utvecklades till Sega Saturn.
Panzer Dragoon Orta har mycket upplåsbart bonusmaterial som fås efter vissa framgångar i spelet, såsom att klara en del av spelet på en viss svårighetsnivå. Detta material återfinns i "Pandora's Box" (Pandoras ask, en funktion som återvänder från föregångaren Panzer Dragoon II Zwei, och innehåller ett detaljerat uppslagsverk om Panzervärlden, ett bestiarium av besegrade fiender, ett arkiv med concept art, extra bonusuppdrag som expanderar huvudspelets handling, statistik om spelresultatet, en cutscene viewer som inkluderar videoklipp från tidigare Panzer Dragoon-spel, och även det kompletta originalspelet Panzer Dragoon.
Spelets upplåsningsmekanism är också unik genom att den är tidsberoende. Tjugo timmars ackumulerad speltid kommer att låsa upp allt i hela spelet, oavsett andra omständigheter och resultat.